# Mulchic

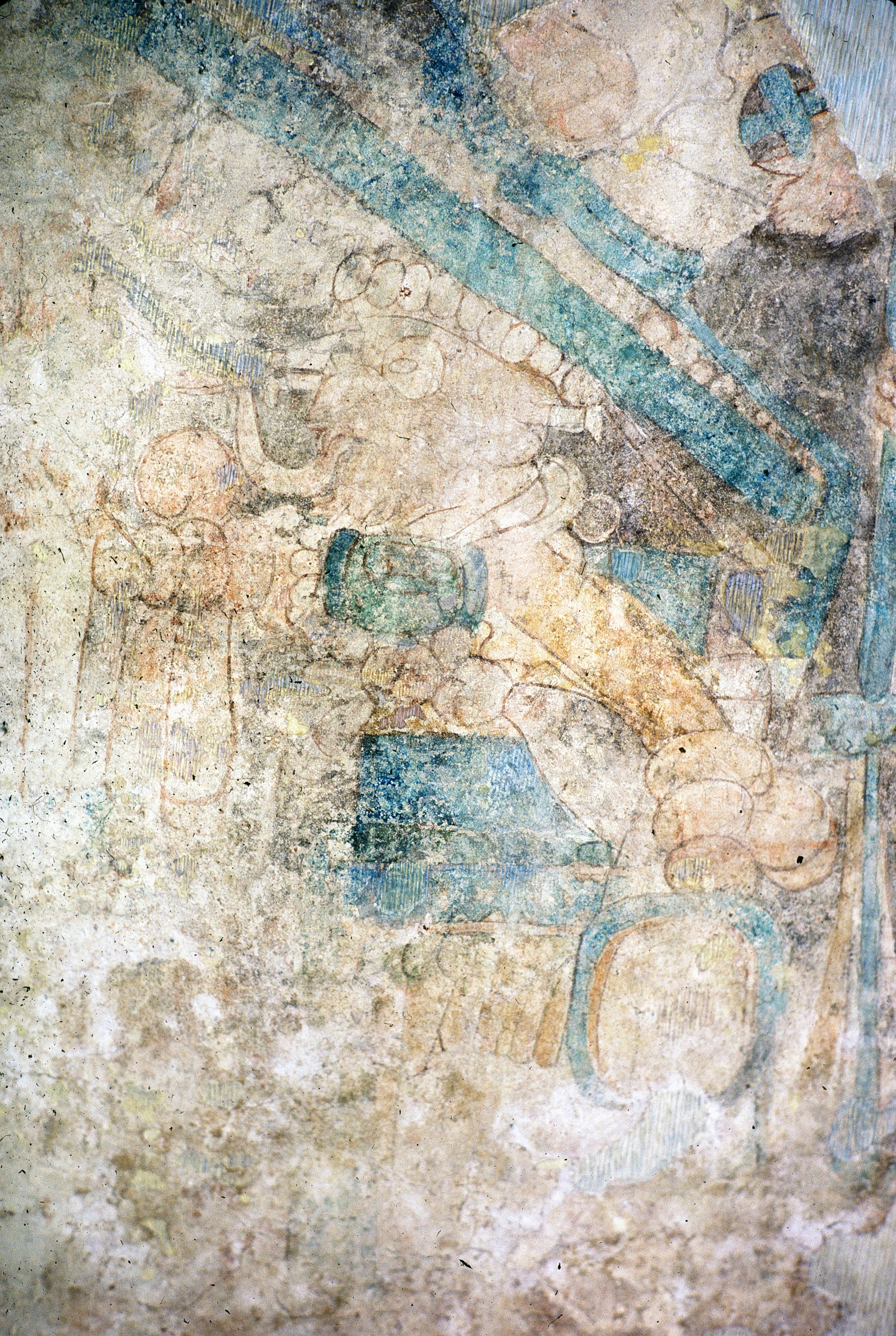
Frescos de Mulchic retirados del sitio y mostrados en el Museo de Arqueología de Mérida.

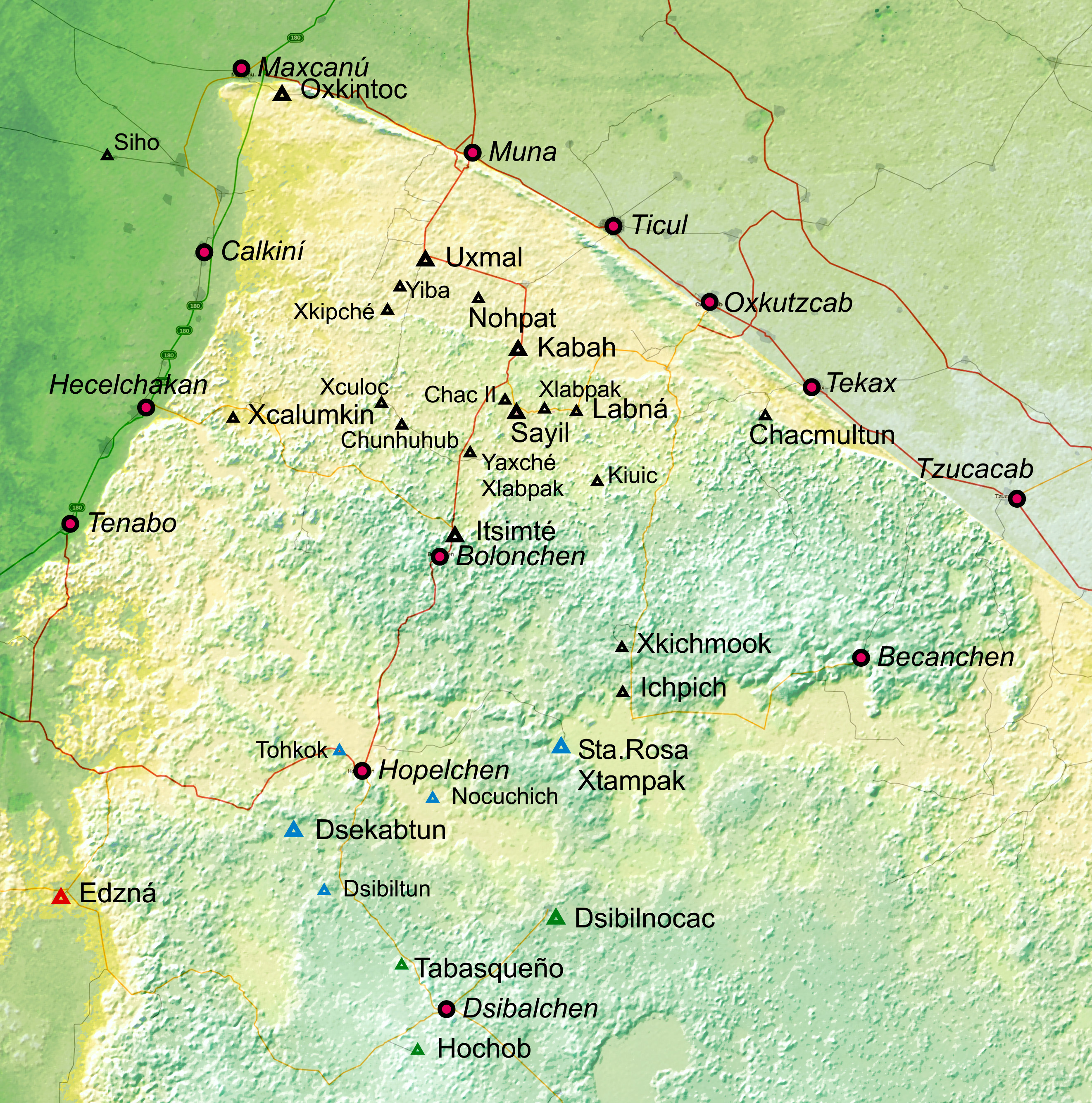
Sitios importantes de los estilos Puuc (negro), Chenes (verde) y transitorio (azul).

Mulchic es un yacimiento arqueológico perteneciente a la cultura maya en la denominada región Puuc, ubicado en el sur del estado de Yucatán en México. Se encuentra a poca distancia de Santa Elena entre Uxmal y Kabáh. Cerca también del sacbé que une Nohpat con los últimos dos sitios mencionados.

## Descripción general del sitio
Mulchic fue un centro ceremonial que constituyó un sitio de transición para las poblaciones de Uxmal y Kabáh en la región Puuc. Su poblamiento principal tuvo lugar según el arqueólogo Ignacio Marquina hacia fines del periodo clásico entre los años 600 y 800 d. C. Cuenta con varias estructuras, entre las cuales un templo de aproximadamente 300 m² en el que fueron encontrados importantes frescos que para ser preservados y evitar su depredación, fueron trasladados a la ciudad de Mérida, Yucatán, en cuyo museo arqueológico pueden ser observados.
La estructura aludida consta de una gran sala abovedada de lajas saledizas con una cresteria semidestruida en la fachada, cuya decoración en estuco representa figuras humanas y de animales.
El arqueólogo mexicano Román Piña Chan considera el sitio como un desarrollo del periodo clásico tardío. En los frescos encontrados y trasladados a Mérida, hay una escena de una ceremonia de petición de lluvia con sacrificios humanos (prisioneros de guerra) en la que se da la presencia de sacerdotes mayas con atributos de las principales deidades mayas. También hay en los frescos escenas de guerra.
Entre los hallazgos arqueológicos se da cuenta de que este templo o estructura principal fue, transcurrido el tiempo, rellenado con piedras, levantándose sobre él una nueva estructura escalonada que ha perdido toda su porción superior, pero que evidencia con toda claridad una superposición que se construyó en tiempos diferentes. Los vestigios de cerámica que se encontraron en el sitio corresponden plenamente al estilo Puuc, pero las estructuras carecen de los elementos decorativos que caracterizan al propio estilo de la región. De ahí la noción de que el lugar tuvo un carácter transicional, sin que por ello pueda considerarse que Mulchic careció de importancia en la zona.